# Krayiragottine
Krayiragottine (Willow people), jedna od dviju lokalnih skupina Etchaottine Indijanaca, porodica athapaskan, s rijeke Willow u distriktu Mackenzie, Sjeverozapadni teritorij, Kanada.
Petitot (1891.) ih naziva Kkpayipa-Gottinè